# Cristești (okręg Marusza)
Cristești (węg. Maroskeresztúr) – wieś w Rumunii, w okręgu Marusza, w gminie Cristești. W 2011 roku liczyła 4754 mieszkańców.